# Inversionsmethode (Rechtswissenschaft)
Als Inversionsmethode bezeichnet man ein Verfahren der Rechtswissenschaft, insbesondere zur Rechtsfortbildung. Der Begriff wurde von Philipp Heck geprägt, der sich so gegen das Ableiten neuer, im Gesetz nicht ausdrücklich normierter Rechtssätze aus allgemeinen Rechtsbegriffen wandte. Charakteristisch ist dieses Verfahren für die im 19. Jahrhundert vor allem von Georg Friedrich Puchta mit seiner Schrift „Genealogie der Begriffe“ begründeten Systematisierung des Rechts.
Nach Puchta stünden alle Rechtssätze in einem logischen Begriffszusammenhang, der als Erkenntnisquelle noch unbekannter Rechtssätze diene. Daran schloss er die Forderung an, die Rechtswissenschaft möge diesen logischen Zusammenhang der Rechtssätze erkennen und bis zu dem hinter ihnen stehenden Prinzip zurückverfolgen, um ausgehend von diesem Prinzip wiederum neue Rechtssätze und Begriffe formulieren zu können. Dem liegt die Annahme zugrunde, dass jeder höherrangige Begriff bestimmte Aussagen trifft, die zwangsläufig auch von jedem niederrangigen Begriff getroffen werden, der unter den höherrangigen subsumiert werden kann. Die Inversionsmethode beruht letztlich auf einer formalen juristischen Logik, nach welcher alle niederen Begriffe von einem höchsten Begriff abgeleitet werden, wobei ihr Inhalt von diesem bestimmt wird. Um einen Zirkelschluss zu vermeiden, darf der Inhalt dieses höchsten Begriffs nicht von den niederen Begriffen abgeleitet werden. Sein Inhalt entstammt bei Puchta der Rechtsphilosophie, angelehnt an den Freiheitsbegriff Immanuel Kants. Charakteristisch für die Inversionsmethode ist die Annahme eines strikt deduktiven Systems, das von einem philosophisch vorgegebenen Grundbegriff ausgeht, dem eine überpositive und damit naturrechtliche Grundlage immanent ist.
Dem  Vorgehen wurde entgegengehalten, dass einzelne Rechtssätze im jeweiligen Regelungszusammenhang weder nach ihrem Zweck, noch nach ihrer Funktion beurteilt würden, sondern ihren Platz auf einer der Sprossen auf einer gedachten „Begriffsleiter“ einnähmen. Dadegen wurde prominente Kritik von Rudolf von Jhering laut, der zur Verballhornung derartiger Ansätze den Kampfbegriff der „Begriffsjurisprudenz“ formulierte. Vor allem Philipp Heck und Heinrich Stoll versuchten später aufzuzeigen, dass ein formallogisches System abstrakt-allgemeiner Begriffe sich überhaupt nur zur Darstellung des Rechts, nicht aber zur Gewinnung neuen Rechts eignet. Tatsächlich findet die Inversionsmethode trotzdem auch heute noch Anwendung, was unter anderem von Bernd Rüthers kritisiert wird.